# سر بازار (تشيلو)
سر بازار (بالفارسية: سربازار) هي منطقة سكنية تقع في إيران في قسم تشيلو الريفي. يقدر عدد سكانها بـ 250 نسمة بحسب إحصاء 2016.